# Hrvatski streljački savez
Hrvatski streljački savez je krovna hrvatska streljačka organizacija.
Međunarodni naziv za Hrvatski streljački savez je Croatian Shooting Federation.
Član je Međunarodne streljačke sportske federacije (International Shooting Sport Federation - ISSF) i Europske streljačke konfederacije (European Shooting Confederation - ESC) od 26. travnja 1992. godine te Međunarodne samostrelske unije (Internationale Armbrustschützen Union / International Crossbow Shooting Union - IAU) od 1993. godine.
Osnovan je 6. lipnja 1948. u Zagrebu.
Sjedište saveza je u Livadićevoj 22, u Zagrebu.
SiSp označava športaše koji su osvojili pojedinačne medalje na nekom svjetskom natjecanju (OI, SP, SK) i u streljaštvu i u samostrelu

## Streljaštvo

### Olimpijske igre
nakon 2021.

#### Pojedinačno
Posljednje finale: 2021. P.Gorša, M.Maričić
| # | Streljaš(ica)                        | Zlato | Srebro | Bronca | Ukupno |
| - | ------------------------------------ | ----- | ------ | ------ | ------ |
| 1 | Giovanni Cernogoraz, Josip Glasnović | 1     | 0      | 0      | 1      |
| 2 | Snježana Pejčić                      | 0     | 0      | 1      | 1      |

| #                       | Streljaš(ica)                        | Zlato | Srebro | Bronca | Ukupno |
| ----------------------- | ------------------------------------ | ----- | ------ | ------ | ------ |
| Puška - nepokretne mete |                                      |       |        |        |        |
| 1                       | Snježana Pejčić                      | 0     | 0      | 1      | 1      |
| Sačmarica               |                                      |       |        |        |        |
| 1                       | Giovanni Cernogoraz, Josip Glasnović | 1     | 0      | 0      | 1      |

### Svjetsko prvenstvo
15 ruj 2018
|  | 1994. | '98. | 2002. | '06. | '10. | '14. | '18. | '22. |
|  | 0     | 0    | 0     | 0    | 0    | 0    | 0    |      |
|  | 0     | 0    | 0     | 0    | 0    | 1    | 5    |      |

| Medalje | nepokretne mete | nepokretne mete | nepokretne mete | nepokretne mete | nepokretne mete | nepokretne mete | nepokretne mete | nepokretne mete | nepokretne mete | nepokretne mete | pokretne mete | pokretne mete | pokretne mete | pokretne mete | leteće mete | leteće mete | leteće mete | leteće mete | leteće mete | Ukupno |
| Medalje | Pištolj         | Pištolj         | Pištolj         | Pištolj         | Pištolj         | Puška           | Puška           | Puška           | Puška           | Puška           | Puška         | Puška         | Puška         | Puška         | Sačmarica   | Sačmarica   | Sačmarica   | Sačmarica   | Sačmarica   | Ukupno |
| ------- | --------------- | --------------- | --------------- | --------------- | --------------- | --------------- | --------------- | --------------- | --------------- | --------------- | ------------- | ------------- | ------------- | ------------- | ----------- | ----------- | ----------- | ----------- | ----------- | ------ |
| Medalje | M               | Ž               | ekipno          | ekipno          | ekipno          | M1              | Ž1              | ekipno1         | ekipno1         | ekipno1         | M2            | Ž2            | ekipno2       | ekipno2       | M           | Ž           | ekipno      | ekipno      | ekipno      | Ukupno |
| Medalje | M               | Ž               | M               | Ž               | Mix             | M1              | Ž1              | M               | Ž               | Mix             | M2            | Ž2            | M             | Ž             | M           | Ž           | M           | Ž           | Mix         | Ukupno |
| Zlato   | /               | /               | /               | /               | /               | 0               | 0               | /               | /               | /               | /             | /             | /             | /             | 0           | /           | 0           | /           | /           | 0      |
| Srebro  | /               | /               | /               | /               | /               | 2               | 1               | /               | /               | /               | /             | /             | /             | /             | 1           | /           | 0           | /           | /           | 4      |
| Bronca  | /               | /               | /               | /               | /               | 2               | 1               | /               | /               | /               | /             | /             | /             | /             | 1           | /           | 1           | /           | /           | 5      |

| Popis disciplina u kojima su osvojene medalje                                              |
| ------------------------------------------------------------------------------------------ |
| M: zračna 10m, trostav 50m, ležeći 300m, trap ekipno: trap Ž: trostav 50m ekipno: / Mix: / |

broj u zagradi označava broj različitih disciplina u kojima je streljaš(ica) osvoji-o/la medalje
| # |
| - |
| 1 |
| 2 |
| 3 |
| 4 |
| 5 |
| 6 |

| Streljaš(ica)       | Oružje | Zlato | Srebro | Bronca | Ukupno |
| ------------------- | ------ | ----- | ------ | ------ | ------ |
| Giovanni Cernogoraz | SG     | 1     | 0      | 0      | 1      |
| Petar Gorša (2)     | R (S)  | 0     | 2      | 0      | 2      |
| Snježana Pejčić     | R (S)  | 0     | 1      | 1      | 2      |
| Anton Glasnović     | SG     | 0     | 1      | 0      | 1      |
| Josip Glasnović     | SG     | 0     | 0      | 1      | 1      |
| Josip Kuna          | R (S)  | 0     | 0      | 1      | 1      |
| Miran Maričić       | R (S)  | 0     | 0      | 1      | 1      |

| # |
| - |
| 1 |
| 2 |
| 3 |
| 4 |
| 5 |
| 6 |

| Streljaš(ica)       | Oružje | Zlato | Srebro | Bronca | Ukupno |
| ------------------- | ------ | ----- | ------ | ------ | ------ |
| Giovanni Cernogoraz | SG     | 1     | 0      | 0      | 1      |
| Petar Gorša (2)     | R (S)  | 0     | 2      | 0      | 2      |
| Snježana Pejčić     | R (S)  | 0     | 1      | 1      | 2      |
| Anton Glasnović     | SG     | 0     | 1      | 0      | 1      |
| Josip Glasnović     | SG     | 0     | 0      | 1      | 1      |
| Josip Kuna          | R (S)  | 0     | 0      | 1      | 1      |
| Miran Maričić       | R (S)  | 0     | 0      | 1      | 1      |

| # | Streljaš(ica)                                                   | Zlato | Srebro | Bronca | Ukupno |
| - | --------------------------------------------------------------- | ----- | ------ | ------ | ------ |
| 1 | Vesna Domazet, Biserka Vrbek                                    | 1     | 0      | 0      | 1      |
| 3 | Stjepan Prauhardt                                               | 0     | 2      | 0      | 2      |
| 4 | Krešimir Anić, Josip Ćuk, Zlatko Mašek                          | 0     | 1      | 0      | 1      |
| 7 | Giovanni Cernogoraz, Anton Glasnović, Saša Sedmak, Mirela Skoko | 0     | 0      | 1      | 1      |

### Svjetski kup

#### Pojedinačno
22. prosinac 2023.
| #  |
| -- |
| 1  |
| 2  |
| 3  |
| 4  |
| 5  |
| 6  |
| 7  |
| 8  |
| 9  |
| 10 |
| 11 |
| 12 |

|   | Streljaš(ica)            | Oružje | Zlato | Srebro | Bronca | Ukupno |
| - | ------------------------ | ------ | ----- | ------ | ------ | ------ |
| Ž | Snježana Pejčić (2) *    | R (S)  | 9     | 5      | 4      | 18     |
| M | Petar Gorša (3)          | R (S)  | 3     | 2      | 4      | 9      |
| M | Anton Glasnović          | SG     | 3     | 0      | 1      | 4      |
| M | Josip Glasnović          | SG     | 1     | 4      | 1      | 6      |
| M | Giovanni Cernogoraz      | SG     | 1     | 3      | 2      | 6      |
| Ž | Mladenka Malenica (2)    | R (S)  | 1     | 1      | 2      | 4      |
| Ž | Suzana Skoko (2)         | R (S)  | 1     | 1      | 1      | 3      |
| M | Roman Špirelja           | P      | 1     | 1      | 1      | 3      |
| Ž | Valentina Gustin         | R (S)  | 0     | 1      | 0      | 1      |
| M | Miran Maričić            | R (S)  | 0     | 1      | 2      | 3      |
| Ž | Mirela Skoko (2)         | P      | 0     | 0      | 3      | 3      |
| Ž | Jasminka Francki (2)SiSp | R (S)  | 0     | 0      | 2      | 2      |

| #  |
| -- |
| 1  |
| 2  |
| 3  |
| 4  |
| 5  |
| 6  |
| 7  |
| 8  |
| 9  |
| 10 |
| 11 |
| 12 |

|   | Streljaš(ica)            | Oružje | Zlato | Srebro | Bronca | Ukupno |
| - | ------------------------ | ------ | ----- | ------ | ------ | ------ |
| Ž | Snježana Pejčić (2) *    | R (S)  | 9     | 5      | 4      | 18     |
| M | Petar Gorša (3)          | R (S)  | 3     | 2      | 4      | 9      |
| M | Anton Glasnović          | SG     | 3     | 0      | 1      | 4      |
| M | Josip Glasnović          | SG     | 1     | 4      | 1      | 6      |
| M | Giovanni Cernogoraz      | SG     | 1     | 3      | 2      | 6      |
| Ž | Mladenka Malenica (2)    | R (S)  | 1     | 1      | 2      | 4      |
| Ž | Suzana Skoko (2)         | R (S)  | 1     | 1      | 1      | 3      |
| M | Roman Špirelja           | P      | 1     | 1      | 1      | 3      |
| Ž | Valentina Gustin         | R (S)  | 0     | 1      | 0      | 1      |
| M | Miran Maričić            | R (S)  | 0     | 1      | 2      | 3      |
| Ž | Mirela Skoko (2)         | P      | 0     | 0      | 3      | 3      |
| Ž | Jasminka Francki (2)SiSp | R (S)  | 0     | 0      | 2      | 2      |

| # | Streljaš(ica)                     | Zlato | Srebro | Bronca | Ukupno |
| - | --------------------------------- | ----- | ------ | ------ | ------ |
| 1 | Giovanni Cernogoraz               | 2     | 0      | 1      | 3      |
| 2 | Snježana Pejčić (2)               | 1     | 1      | 2      | 4      |
| 3 | Mirela Skoko                      | 0     | 1      | 0      | 1      |
| 4 | Bojan Đurković, Mladenka Malenica | 0     | 0      | 1      | 1      |

### President`s Cup
Nastupa prvih 12 na svjetskoj rang listi u svakoj disciplini.
3. ožujak 2022. (popis nepotpun)
P - pištolj, R - puška, SG - sačmarica

S - nepokretne mete, M - pokretne mete

italic - osvajali medalje za Jugoslaviju i Hrvatsku

broj u zagradi označava broj različitih disciplina u kojima je streljaš(ica) osvoji-o/la medalje

+ označava medalje osvojene u parovima
| # |
| - |
| 1 |
| 2 |
| 3 |

|   | Streljaš(ica)     | Oružje | Zlato | Srebro | Bronca | Ukupno |
| - | ----------------- | ------ | ----- | ------ | ------ | ------ |
| M | Josip Glasnović   | SG     | 1     | 0      | 0      | 1      |
| M | Miran Maričić (2) | R (S)  | 0     | 0      | 2      | 2      |

### Europske igre
| # | Streljaš(ica) | Zlato | Srebro | Bronca | Ukupno |
| - | ------------- | ----- | ------ | ------ | ------ |
| 1 | Petar Gorša   | 0     | 1      | 0      | 1      |

### Europsko prvenstvo
nepotpuni podaci
| # | Streljaš(ica)                                               | Zlato | Srebro | Bronca | Ukupno |
| - | ----------------------------------------------------------- | ----- | ------ | ------ | ------ |
| 1 | Snježana Pejčić (2)                                         | 2     | 1      | 0      | 3      |
| 2 | Josip Glasnović                                             | 2     | 0      | 2      | 4      |
| 3 | Giovanni Cernogoraz, Vesna Domazet                          | 1     | 0      | 0      | 1      |
| 4 | Anton Glasnović, Marija Marović, Mirela Skoko, Suzana Skoko | 0     | 1      | 0      | 1      |
| 5 | Petar Gorša                                                 | 0     | 0      | 1      | 1      |

| # | Streljaš(ica)                                                                                      | Zlato | Srebro | Bronca | Ukupno |
| - | -------------------------------------------------------------------------------------------------- | ----- | ------ | ------ | ------ |
| 1 | Josip Glasnović                                                                                    | 3     | 2      | 2      | 7      |
| 2 | Giovanni Cernogoraz                                                                                | 3     | 2      | 1      | 6      |
| 3 | Snježana Pejčić                                                                                    | 1     | 3      | 0      | 4      |
| 4 | Anton Glasnović                                                                                    | 1     | 1      | 0      | 2      |
| 5 | Kristijan Kancelar                                                                                 | 1     | 0      | 0      | 1      |
| 6 | Mladenka Malenica                                                                                  | 0     | 1      | 1      | 2      |
| 7 | Suzana Cimbal Špirelja, Marko Germin, Petar Gorša, Valentina Gustin, Sandra Vitez, Marta Zeljković | 0     | 1      | 0      | 1      |
| 8 | Vesna Domazet                                                                                      | 0     | 0      | 1      | 1      |

### Prvo mjesto na ISSF ljestvici
ožu 2021.
Nepokretne mete
> Zračna puška (3)
Petar Gorša, Miran Maričić, Snježana Pejčić
> Trostav 50m malokalibarskom puškom (2)
Petar Gorša, Snježana Pejčić
Leteće mete
> Trap (2)
Giovanni Cernogoraz, Josip Glasnović

### Svjetski rekorderi
10. travnja 2019.
F - finale; Q - kvalifikacije
| Streljaš(ica) | Streljaš(ica)   | Σ  | Oružje | Oružje | Oružje | Mete | Mete | Mete | Mete | E | Discipline                                    |
|               |                 | Σ  | P      | R      | SG     | S    | RiM  | D    | F    | E | Discipline                                    |
| ------------- | --------------- | -- | ------ | ------ | ------ | ---- | ---- | ---- | ---- | - | --------------------------------------------- |
| M             | Josip Glasnović | 1x | —      | —      | 1x     | —    | —    | —    | 1x   | — | trap (1xQ)                                    |
| Ž             | Snježana Pejčić | 4x | —      | 4x     | —      | 4x   | —    | —    | —    | — | trostav 50m malokalibarskom puškom (1xF, 3xQ) |

Nastupajući za SFR Jugoslaviju s prebivalištem u Hrvatskoj (Osijek, do 1990.) Jasna Šekarić ostvarila je 5/7 svojih
svjetskih rekorda u 10m zračnim pištoljem i 3/3 u 25m pištoljem.

### Nacionalni ISSF rekordi
Savez bilježi i rekorde u disciplinama sa serijskim oružjem, tzv. serijske rekorde

10. travnja 2019.
| WR  | Svjetski rekord (ISSF priznaje samo rezultate ostvarene na OI, SP, SK, FSK, EP) |
| OWR | rezultat bolji od WR-a                                                          |
| ER  | Europski rekord                                                                 |
|     | Olimpijske discipline                                                           |
|     | Ukinute discipline                                                              |
| St  | Standardna izvedba oružja                                                       |
| Sp  | Sportska izvedba oružja                                                         |
| Fr  | Slobodna izvedba oružja                                                         |
| *   | često se naziva i osnovni dio ili eliminacijski dio natjecanja                  |

| Disciplina          | Disciplina        | Disciplina | Disciplina          | Disciplina       | Pojedinačno                | Pojedinačno             | Pojedinačno             | Pojedinačno             | Ekipno |
| Disciplina          | Disciplina        | Disciplina | Disciplina          | Disciplina       | M                          | M                       | Ž                       | Ž                       | Ekipno |
| ------------------- | ----------------- | ---------- | ------------------- | ---------------- | -------------------------- | ----------------------- | ----------------------- | ----------------------- | --- |
| Disciplina          | Disciplina        | Disciplina | Disciplina          | Disciplina       | kvalifikacije *            | finale                  | kvalifikacije *         | finale                  | Ekipno |
| mete                | oružje            | oružje     | oružje              |                  | kvalifikacije *            | finale                  | kvalifikacije *         | finale                  | Ekipno |
|                     |                   |            |                     |                  |                            |                         |                         |                         | |
| n e p o k r e t n e | p i š t o lj      |            | zračni              | 10m              | 584 Saša Špirelja          | 240.5 Uroš Kačavenda    | 571 Marija Marović      | 235.7 Marija Marović    | M: 1727 Vlado Cindrić, Uroš Kačavenda, Željko Posavec Ž: 1681 Zlatka Hlebec, Marija Marović, Lana Skeledžija   |
| n e p o k r e t n e | p i š t o lj      | St/Sp      |                     | 25m              | —                          | —                       | 589 + Jasna Šekarić     | 28 Vlatka Pervan        | Ž: 1718 |
| n e p o k r e t n e | p i š t o lj      | St/Sp      |                     | 25m              | 569 Saša Špirelja          | 569 Saša Špirelja       | —                       | —                       | M: 1652 |
| n e p o k r e t n e | p i š t o lj      |            | središnjeg paljenja | 25m              | 580 Saša Špirelja          | 580 Saša Špirelja       | —                       | —                       | M: 1716 |
| n e p o k r e t n e | p i š t o lj      | Sp         |                     | brzo gađanje 25m | 585 Saša Špirelja          | 26 Saša Špirelja        | —                       | —                       | M: 1648 |
| n e p o k r e t n e | p i š t o lj      | Fr         |                     | 50m              | 564 Dragutin Praunsperger  | 238.5 Ante Krišto       | —                       | —                       | M: 1642 Vlado Cindrić, Uroš Kačavenda, Darko Sunko                                                             |
| n e p o k r e t n e |                   |            |                     |                  |                            |                         |                         |                         | |
| n e p o k r e t n e | p u š k a         |            | zračna              | 10m              | 632.1 Petar Gorša          | 251.2 Borna Petanjek    | 628.5 Valentina Gustin  | 249.9 Snježana Pejčić   | M: 1881.3 Marin Čerina, Petar Gorša, Borna Petanjek Ž: 1873.0 Sandra Pavlić, Danijela Vukadin, Marta Zeljković |
| n e p o k r e t n e | p u š k a         | Sp         |                     | ležeći 50m       | 629.6 Bojan Đurković       | 245.6 Petar Gorša       | 624.4 Snježana Pejčić   | 624.4 Snježana Pejčić   | M: 1874.6 Bojan Đurković, Petar Gorša, Ivica Štritof Ž: 1848.0 Sandra Pavlić, Snježana Pejčić, Marta Zeljković |
| n e p o k r e t n e | p u š k a         | Sp         |                     | trostav 50m      | 1182 Petar Gorša           | 458.9 Petar Gorša       | 1158 Snježana Pejčić    | 463.0 Snježana Pejčić   | M: 3491 Marin Čerina, Bojan Đurković, Borna Petanjek Ž: 1736                                                   |
| n e p o k r e t n e | p u š k a         | St         |                     | ležeći 300m      | 598 /600 Josip Kuna        | 598 /600 Josip Kuna     | 590 /600 Sanja Drakulić | 590 /600 Sanja Drakulić | M: 1717 Ž: n/a                                                                                                 |
| n e p o k r e t n e | p u š k a         | St         |                     | trostav 300m     | 570 Bojan Đurković         | 570 Bojan Đurković      | —                       | —                       | M: n/a |
| n e p o k r e t n e | p u š k a         | Fr         |                     | trostav 300m     | n/a                        | n/a                     | 571 Sanja Drakulić      | 571 Sanja Drakulić      | M: n/a Ž: 1683                                                                                                 |
|                     | p u š k a         |            |                     |                  |                            |                         |                         |                         | |
| p o k r e t n e     | p u š k a         |            |                     | 10m              | n/a                        | n/a                     | n/a                     | n/a                     | n/a |
| p o k r e t n e     | p u š k a         |            |                     | random 10m       | n/a                        | n/a                     | n/a                     | n/a                     | n/a |
| p o k r e t n e     | p u š k a         |            |                     | 50m              | n/a                        | n/a                     | —                       | —                       | n/a |
| p o k r e t n e     | p u š k a         |            |                     | random 50m       | n/a                        | n/a                     | —                       | —                       | n/a |
|                     |                   |            |                     |                  |                            |                         |                         |                         | |
| l e t e ć e         | s a č m a r i c a |            |                     | skeet            | 123 /125 Stjepan Cvitković | 145 Stjepan Cvitković   | ? /75 n/a               | n/a                     | M: 350 Ž: n/a                                                                                                  |
| l e t e ć e         | s a č m a r i c a |            |                     | trap             | 125 /125 Josip Glasnović   | 147 Giovanni Cernogoraz | 66 /75 Una Kovačić      | 76 Una Kovačić          | M: 370 Ž: 132                                                                                                  |
| l e t e ć e         | s a č m a r i c a |            |                     | parni trap       | 144 Josip Glasnović        | 180 Anton Glasnović     | —                       | —                       | M: 372 |

Najstariji pojedinačni rekordi
nepokretne mete
50m pištolj osnovni Dragutina Praunspergera, 1976.
leteće mete
skeet osnovni Stjepana Cvitkovića, 2009.

### Popis finalista na Olimpijskim igrama
uključena i polufinalna runda koja je uvedena u nekim disciplinama, a u suštini je ona dio stare finalne runde koja je koncepcijski podjeljena u dva dijela
nakon 2016.

nepotpun popis
Snježana Pejčić (3), Josip Glasnović (2), Giovanni Cernogoraz, Bojan Đurković, Anton Glasnović, Petar Gorša, Mirela Skoko, Suzana Skoko (1)

### Ostalo
Najviše nastupa na OI kod žena ima Snježana Pejčić (3), a kod muškaraca Petar Gorša (3).
Svjetska prvenstva u Hrvatskoj
- Svjetsko prvenstvo u letećim metama 2022., Osijek
- Svjetsko prvenstvo u streljaštvu 2006., Zagreb

Mlađe kategorije na svjetskim natjecanjima
nakon 2017.
| Natjecanje | Spol   | Spol |   |   |   | Ukupno |
| ---------- | ------ | ---- | - | - | - | ------ |
| SP Junior  | M      | M    | 1 | 2 | 3 | 6      |
| SP Junior  | Ž      | Ž    | 1 | 0 | 0 | 1      |
| SP Junior  | ekipno | M    | 0 | 3 | 1 | 4      |
| SP Junior  | ekipno | Ž    | 0 | 0 | 1 | 1      |
|            |        |      |   |   |   |        |
| OIM        | M      | M    | 0 | 0 | 0 | 0      |
| OIM        | Ž      | Ž    | 0 | 0 | 0 | 0      |

## Samostrel

### Svjetsko prvenstvo
nakon 2014.
| Medalje | Field | Field | Field  | Field  | Match | Match | Match  | Match  | Ukupno |
| ------- | ----- | ----- | ------ | ------ | ----- | ----- | ------ | ------ | ------ |
| Medalje | M     | Ž     | Ekipno | Ekipno | M     | Ž     | Ekipno | Ekipno | Ukupno |
| Medalje | M     | Ž     | M      | Ž      | M     | Ž     | M      | Ž      | Ukupno |
| Zlato   | 1     | 5     | 3      | 8      | /     | 0     | /      | 0      | 17     |
| Srebro  | 3     | 7     | 3      | 2      | /     | 1     | /      | 1      | 17     |
| Bronca  | 3     | 5     | 1      | 1      | /     | 1     | /      | 1      | 12     |

Najbolji rezultat muške match reprezentacije je 7. mjesto osvojeno 1997.
World Crossbow Shooting Association (WCSA) organizira još natjecanja u sljedećim disciplinama: Target, Target match play, Forest, Forest match play, 3D, Bench & prone target i Indoor target

#### Pojedinačno
| Field | Field                                                         | Field | Field  | Field  | Field  |
| #     | Ime                                                           | Zlato | Srebro | Bronca | Ukupno |
| ----- | ------------------------------------------------------------- | ----- | ------ | ------ | ------ |
| 1     | Branka Pereglin                                               | 4     | 3      | 2      | 9      |
| 2     | Domagoj Pereglin                                              | 1     | 0      | 2      | 3      |
| 3     | Ivana Hižan                                                   | 1     | 0      | 0      | 1      |
| 4     | Sanja Komar                                                   | 0     | 2      | 3      | 5      |
| 5     | Andrej Krstinić                                               | 0     | 1      | 1      | 2      |
| 6     | Željko Duh, Nikolina Krivanek, Ivan Lazić, Valentina Pereglin | 0     | 1      | 0      | 1      |

| Match | Match                  | Match | Match  | Match  | Match  |
| #     | Ime                    | Zlato | Srebro | Bronca | Ukupno |
| ----- | ---------------------- | ----- | ------ | ------ | ------ |
| 1     | Suzana Cimbal Špirelja | 0     | 1      | 0      | 1      |
| 2     | Jasminka Francki SiSp  | 0     | 0      | 1      | 1      |

#### Ekipno
| #  |
| -- |
| 1  |
| 2  |
| 3  |
| 4  |
| 5  |
| 6  |
| 7  |
| 8  |
| 9  |
| 10 |
| 11 |
| 12 |

| Field                                                  | Field | Field  | Field  | Field  |
| Ime                                                    | Zlato | Srebro | Bronca | Ukupno |
| ------------------------------------------------------ | ----- | ------ | ------ | ------ |
| Branka Pereglin                                        | 8     | 2      | 1      | 11     |
| Nikolina Krivanek                                      | 6     | 1      | 0      | 7      |
| Sanja Komar                                            | 5     | 1      | 1      | 7      |
| Andrej Krstinić, Domagoj Pereglin                      | 3     | 2      | 0      | 4      |
| Tihana Odlešić                                         | 2     | 1      | 0      | 3      |
| Marijan Kajfeš                                         | 2     | 0      | 0      | 2      |
| Zoran Špoler                                           | 1     | 2      | 0      | 3      |
| Gorana Stojnić                                         | 1     | 1      | 1      | 3      |
| Ivana Hižak, Valentina Pereglin                        | 1     | 0      | 0      | 1      |
| Milenko Šaško                                          | 0     | 1      | 1      | 2      |
| Zoran Borozan, Željko Duh, Ivan Lazić, Branko Pereglin | 0     | 1      | 0      | 1      |
| Goran Belobrajdić                                      | 0     | 0      | 1      | 1      |
| = 17                                                   |       |        |        |        |

| #  |
| -- |
| 1  |
| 2  |
| 3  |
| 4  |
| 5  |
| 6  |
| 7  |
| 8  |
| 9  |
| 10 |
| 11 |
| 12 |

| Field                                                  | Field | Field  | Field  | Field  |
| Ime                                                    | Zlato | Srebro | Bronca | Ukupno |
| ------------------------------------------------------ | ----- | ------ | ------ | ------ |
| Branka Pereglin                                        | 8     | 2      | 1      | 11     |
| Nikolina Krivanek                                      | 6     | 1      | 0      | 7      |
| Sanja Komar                                            | 5     | 1      | 1      | 7      |
| Andrej Krstinić, Domagoj Pereglin                      | 3     | 2      | 0      | 4      |
| Tihana Odlešić                                         | 2     | 1      | 0      | 3      |
| Marijan Kajfeš                                         | 2     | 0      | 0      | 2      |
| Zoran Špoler                                           | 1     | 2      | 0      | 3      |
| Gorana Stojnić                                         | 1     | 1      | 1      | 3      |
| Ivana Hižak, Valentina Pereglin                        | 1     | 0      | 0      | 1      |
| Milenko Šaško                                          | 0     | 1      | 1      | 2      |
| Zoran Borozan, Željko Duh, Ivan Lazić, Branko Pereglin | 0     | 1      | 0      | 1      |
| Goran Belobrajdić                                      | 0     | 0      | 1      | 1      |
| = 17                                                   |       |        |        |        |

| Match | Match                                                  | Match | Match  | Match  | Match  |
| #     | Ime                                                    | Zlato | Srebro | Bronca | Ukupno |
| ----- | ------------------------------------------------------ | ----- | ------ | ------ | ------ |
| 1     | Suzana Cimbal Špirelja, Jasminka Francki, Suzana Skoko | 0     | 1      | 1      | 2      |

### Svjetski kup
IAU World Cup; natjecanje je ustanovljeno 2018.
|   |                    | Pobjede | Top 3 | Disciplina |
| - | ------------------ | ------- | ----- | ---------- |
| Ž | Maja Grdiša        | 0       | 1     | field      |
| Ž | Sanja Komar        | 0       | 1     | field      |
| Ž | Nikolina Krivanek  | 0       | 1     | field      |
| M | Andrej Krstinić    | 0       | 1     | field      |
| M | Martin Oborovečki  | 1       | 1     | field      |
| Ž | Mihaela Oborovečki | 1       | 1     | field      |
| M | Domagoj Pereglin   | 1       | 1     | field      |
| Ž | Valentina Pereglin | 1       | 1     | field      |

|                    | Pobjede | Top 3 | Disciplina |
| ------------------ | ------- | ----- | ---------- |
| Martin Oborovečki  | 0       | 1     | field      |
| Domagoj Pereglin   | 1       | 1     | field      |
| Valentina Pereglin | 0       | 1     | field      |

### Prvo mjesto na IAU ljestvici
Uvedena ??.

(nepotpuno)
Field
Domagoj Pereglin, Valentina Pereglin
Match (0)

### Svjetski rekorderi
10. travnja 2019.
= izjednačenje rekorda
| Streljaš(ica) | Streljaš(ica)      | Σ   | Field | Field | Match | E  | Discipline                                                          |
|               |                    | Σ   | Out   | In    | Match | E  | Discipline                                                          |
| ------------- | ------------------ | --- | ----- | ----- | ----- | -- | ------------------------------------------------------------------- |
| Ž             | Ivana Hižan        | 1x  | 1x    | —     | —     | —  |                                                                     |
| Ž             | Sanja Komar        | 1x  | —     | —     | —     | 1x | IR 1800 (?)                                                         |
| Ž             | Nikolina Krivanek  | 1x  | —     | —     | —     | 1x | IR 1800 (?)                                                         |
| M             | Andrej Krstinić    | 1x  | 1x    | —     | —     | —  | 35m (?)                                                             |
| Ž             | Branka Pereglin    | 18x | 18x   | —     | —     | ?  | IR 1800 & F (?), IR 1800 (?), IR 900 (?), 65m (?), 50m (?), 35m (?) |
| M             | Domagoj Pereglin   | 4x  | 4x    | —     | —     | —  | IR 1800 & F (?), IR 1800 (?), IR 900 (?), 65m (?)                   |
| Ž             | Valentina Pereglin | 1x  | 1x    | —     | —     | —  | 35m (299)                                                           |

| Ekipa | Σ  | Field | Match | Discipline      |
| ----- | -- | ----- | ----- | --------------- |
| M     | 0x | —     | —     |                 |
| Ž     | 2x | 2x    | —     | IR 1800, IR 900 |

Bilješke
- Branka Pereglin

- istovremeno držala 5/6 pojedinačnih svjetskih rekorda u field samostrelu (na otvorenom)
- 2001. ušla u Guinnessovu knjigu rekorda kao športašica koja je držala 3 apsolutna pojedinačna svjetska rekorda u gađanju field samostrelom (još uvijek drži dva apsolutna svjetska rekorda)

### Nacionalni rekordi
10. travnja 2019.
| WR | Svjetski rekord |
| *  | natjecanja field samostrela i 10m match samostrela održavaju se u dvorani, dok se natjecanja 30m match samostrela održavaju u zatvorenim vanjskim streljanama koje su najčešće prenamijenjene u streljanu za match samostrel |
| ** | natjecanja field samostrela u dvorani održavaju se ovisno o mogućnostima dvorane na udaljenosti od 10m ili 18m ili 25m |

| Discipline —&— pojedinačne udaljenosti | Discipline —&— pojedinačne udaljenosti | Discipline —&— pojedinačne udaljenosti | Pojedinačno                              | Pojedinačno               | Pojedinačno                                                                                      | Pojedinačno                                                                             |
| Discipline —&— pojedinačne udaljenosti | Discipline —&— pojedinačne udaljenosti | Discipline —&— pojedinačne udaljenosti | na otvorenom                             | na otvorenom              | u zatvorenom *                                                                                   | u zatvorenom *                                                                          |
| Discipline —&— pojedinačne udaljenosti | Discipline —&— pojedinačne udaljenosti | Discipline —&— pojedinačne udaljenosti | na otvorenom                             | na otvorenom              | 18m **                                                                                           | 18m **                                                                                  |
| -------------------------------------- | -------------------------------------- | -------------------------------------- | ---------------------------------------- | ------------------------- | ------------------------------------------------------------------------------------------------ | --------------------------------------------------------------------------------------- |
| Discipline —&— pojedinačne udaljenosti | Discipline —&— pojedinačne udaljenosti | Discipline —&— pojedinačne udaljenosti | muškarci                                 | žene                      | muškarci                                                                                         | žene                                                                                    |
|                                        |                                        |                                        |                                          |                           |                                                                                                  |                                                                                         |
| field                                  | IR 300                                 | IR 300                                 | —                                        | —                         | 300 Marijan Kajfeš, Andrej Krstinić, Ivan Lazić, Branko Pereglin, Domagoj Pereglin, Željko Tijan | 300 Sanja Komar, Nikolina Krivanek, Tihana Odlešić, Branka Pereglin, Valentina Pereglin |
| field                                  | IR 600                                 | IR 600                                 | —                                        | —                         | 600 Marijan Kajfeš, Andrej Krstinić, Domagoj Pereglin                                            | 600 Branka Pereglin, Valentina Pereglin                                                 |
| field                                  | IR 900                                 | IR 900                                 | 882 WR Domagoj Pereglin                  | 882 WR Branka Pereglin    | 900 Andrej Krstinić, Domagoj Pereglin                                                            | 899 Valentina Pereglin                                                                  |
| field                                  | IR 1200                                | IR 1200                                | —                                        | —                         | 1200 Domagoj Pereglin                                                                            | 1199 Branka Pereglin, Valentina Pereglin                                                |
| field                                  | IR 1200 & F                            | IR 1200 & F                            | —                                        | —                         | 1299 Andrej Krstinić, Domagoj Pereglin                                                           | 1298 Branka Pereglin                                                                    |
| field                                  | IR 1800                                | IR 1800                                | 1756 WR Domagoj Pereglin                 | 1762 WR Branka Pereglin   | —                                                                                                | —                                                                                       |
| field                                  | IR 1800 & F                            | IR 1800 & F                            | 1856 WR Domagoj Pereglin                 | 1861 WR Branka Pereglin   | —                                                                                                | —                                                                                       |
| field                                  |                                        |                                        |                                          |                           |                                                                                                  |                                                                                         |
| field                                  | IR 35m                                 | IR 35m                                 | 298 WR Andrej Krstinić, Domagoj Pereglin | 299 WR Valentina Pereglin | ——                                                                                               | ——                                                                                      |
| field                                  | IR 50m                                 | IR 50m                                 | 298 Domagoj Pereglin                     | 298 WR Branka Pereglin    | ——                                                                                               | ——                                                                                      |
| field                                  | IR 65m                                 | IR 65m                                 | 291 WR Domagoj Pereglin                  | 290 Branka Pereglin       | ——                                                                                               | ——                                                                                      |
|                                        |                                        |                                        |                                          |                           |                                                                                                  |                                                                                         |
| match                                  | 10m                                    | osnovni                                | ——                                       | ——                        | 585 Dragan Turk                                                                                  | 392 Suzana Cimbal Špirelja                                                              |
| match                                  | 10m                                    | finalni                                | ——                                       | ——                        | n/a                                                                                              | 490 Suzana Cimbal Špirelja                                                              |
| match                                  | 30m                                    | osnovni                                | ——                                       | ——                        | n/a                                                                                              | 590 Tanja Bubanović                                                                     |
| match                                  | 30m                                    | finalni                                | ——                                       | ——                        | n/a                                                                                              | 669.0 Tanja Bubanović                                                                   |

| Disciplina | Disciplina          | Disciplina | Ekipno                                                 | Ekipno                                                  |
| ---------- | ------------------- | ---------- | ------------------------------------------------------ | ------------------------------------------------------- |
| Disciplina | Disciplina          | Disciplina | muškarci                                               | žene                                                    |
|            |                     |            |                                                        |                                                         |
| field      | na otvorenom        | IR 900     | 2579 n/a                                               | 2573 WR n/a                                             |
| field      | na otvorenom        | IR 1800    | 5028 n/a                                               | 5126 WR Sanja Komar, Nikolina Krivanek, Branka Pereglin |
| field      |                     |            |                                                        |                                                         |
| field      | u zatvorenom 18m ** | IR 600     | 1773 n/a                                               | 1788 n/a                                                |
| field      | u zatvorenom 18m ** | IR 1200    | 3544 Marijan Kajfeš, Andrej Krstinić, Domagoj Pereglin | 3560 n/a                                                |
|            |                     |            |                                                        |                                                         |
| match      | match               | 10m        | n/a                                                    | 1158 n/a                                                |
| match      | match               | 30m        | 2283 n/a                                               | n/a                                                     |

### Ostalo
Najviše pojedinačnih državnih rekorda (59) postavila je Branka Pereglin te ih je još 15 puta izjednačavala, samostrelom field u više disciplina.
Branka Pereglin i Damir Borovčak jedini su nastupali za hrvatsku reprezentaciju match i field samostrelom.
IAU je jedina svjetska športska federacija koja nudi hrvatski jezik kao službeni na svojim internetskim stranicama.
Svjetska prvenstva u Hrvatskoj
- IAU SP u match i field samostrelu 2017., Osijek
- IAU SP u field samostrelu 2012., Bratina
- IAU SP u field samostrelu 2002., Ivanić-Grad
- IAU SP u match samostrelu 1997., Zagreb

## Vanjske poveznice
Streljaštvo
- Hrvatski streljački savez, stari URL
- ISSF, stari URL
  - ISSF baza podataka 1
  - ISSF baza podataka 2
- SIUS_ISSF rezultati

Samostrel
- Hrvatski sportski samostrel (IAU field i match)
- IAU,  Arhivirana inačica izvorne stranice od 16. srpnja 2020. (Wayback Machine)

### Međunarodna natjecanja u Hrvatskoj

#### Streljaštvo
| Turniri s barem 15 izdanja ili 1. turniri svoje vrste u Hrvatskoj ili turniri posebni u europskim razmjerima | Turniri s barem 15 izdanja ili 1. turniri svoje vrste u Hrvatskoj ili turniri posebni u europskim razmjerima | Turniri s barem 15 izdanja ili 1. turniri svoje vrste u Hrvatskoj ili turniri posebni u europskim razmjerima | Turniri s barem 15 izdanja ili 1. turniri svoje vrste u Hrvatskoj ili turniri posebni u europskim razmjerima | Turniri s barem 15 izdanja ili 1. turniri svoje vrste u Hrvatskoj ili turniri posebni u europskim razmjerima | Turniri s barem 15 izdanja ili 1. turniri svoje vrste u Hrvatskoj ili turniri posebni u europskim razmjerima | Turniri s barem 15 izdanja ili 1. turniri svoje vrste u Hrvatskoj ili turniri posebni u europskim razmjerima |
| Fed. | Oružje | Naziv turnira                                                                                                | Lokacija | 1. izdanje                                                                                                   | Zadnje izdanje                                                                                               | Bilješke |
| --- | --- | --- | --- | --- | --- | --- |
| ISSF | | ISSF Grand Prix u Hrvatskoj                                                                                  | Osijek | 2022. | održava se povremeno                                                                                         | [ 12 ] |
| ISSF | | ISSF President's Cup u Hrvatskoj                                                                             | | | | pozivno natjecanje na kojem nastupa prvih 12 na rang listi u svakoj disciplini;                              |
| ISSF | sve | ISSF Svjetski streljački kup u Hrvatskoj                                                                     | više | 1988. | održava se povremeno                                                                                         | Osijek, Zagreb;                                                                                              |
| | | | | | | |
| | | Božićni turnir - SZP                                                                                         | Dubrava | 2004. | održava se                                                                                                   | |
| ISSF | | Kup grada Vrbovca iz zračne puške                                                                            | Vrbovec | 2005. | održava se                                                                                                   | [ 13 ] |
| ISSF | sačmarica | Međudržavni susret Hrvatska–Slovenija u trapu                                                                | | 1987. | održava se                                                                                                   | |
| ISSF | zračno | Međudržavni susret Hrvatska–Slovenija u zračnom oružju                                                       | | 1975. | održava se                                                                                                   | |
| | zračno | Memorijal poginulim bojovnicima Domovinskog rata Grada Zagreba – Streljaštvo                                 | Zagreb | 2000. | održava se                                                                                                   | [ 14 ] |
| | | Memorijalni turnir Vladimir Šoštarić - Čaba                                                                  | Karlovac | 1998. | održava se                                                                                                   | |
| ISSF | | Salona DC Open                                                                                               | Solin | 2004. | održava se                                                                                                   | [ 15 ] |
| ISSF | | Trofej grada Vrbovca iz zračne puške                                                                         | Vrbovec | 2000. | održava se                                                                                                   | [ 16 ] |
| | | Trofej Mladosti (streljaštvo)                                                                                | Zagreb | 1976. | održava se                                                                                                   | [ 17 ] |
| | | Turnir povodom Dana Državnosti Republike Hrvatske                                                            | Karlovac | 1992. | održava se                                                                                                   | |

Ostali turniri
- Turnir oružjem na crni barut Karlovac (od 2011.)[18]

#### Samostrel
| Turniri s barem 15 izdanja ili 1. turniri svoje vrste u Hrvatskoj ili turniri posebni u europskim razmjerima | Turniri s barem 15 izdanja ili 1. turniri svoje vrste u Hrvatskoj ili turniri posebni u europskim razmjerima | Turniri s barem 15 izdanja ili 1. turniri svoje vrste u Hrvatskoj ili turniri posebni u europskim razmjerima | Turniri s barem 15 izdanja ili 1. turniri svoje vrste u Hrvatskoj ili turniri posebni u europskim razmjerima | Turniri s barem 15 izdanja ili 1. turniri svoje vrste u Hrvatskoj ili turniri posebni u europskim razmjerima | Turniri s barem 15 izdanja ili 1. turniri svoje vrste u Hrvatskoj ili turniri posebni u europskim razmjerima | Turniri s barem 15 izdanja ili 1. turniri svoje vrste u Hrvatskoj ili turniri posebni u europskim razmjerima | Turniri s barem 15 izdanja ili 1. turniri svoje vrste u Hrvatskoj ili turniri posebni u europskim razmjerima                                                                               |
| Fed. | Tip | Tip | Naziv turnira                                                                                                | Lokacija | 1. izdanje                                                                                                   | Zadnje izdanje                                                                                               | Bilješke |
| Fed. | ? | ? | Naziv turnira                                                                                                | Lokacija | 1. izdanje                                                                                                   | Zadnje izdanje                                                                                               | Bilješke |
| --- | --- | --- | --- | --- | --- | --- | --- |
| IAU | otv. | field | IAU Svjetski samostrelski kup u Hrvatskoj                                                                    | više | 2018. | održava se povremeno                                                                                         | Veliko Trgovišće, Zagreb; |
| | | | | | | | |
| IAU | | | Croatia Cup (samostrel)                                                                                      | više | 1996. | održava se                                                                                                   | dio Svjetskog kupa (IAU World Cup) od 2018. kada je to natjecanje i ustanovljeno; |
| IAU | zatv. | field | Europa kup u field samostrelu                                                                                | Slavonski Brod                                                                                               | 2006. | održava se                                                                                                   | održava se u dvorani s metama na udaljenosti od 18m; zanimljivost natjecanja je dodjela prijelaznog pehara pobjedniku eliminacijskog dijela turnira koji je zajednički za muškarce i žene; |
| IAU | | field | Kup Dubrave                                                                                                  | Dubrava | 1998. | održava se                                                                                                   | |
| IAU | | | Kup grada Požege                                                                                             | Požega | 2004. | održava se                                                                                                   | |
| IAU | | | Memorijalni turnir “Berislav Rajković”                                                                       | Ivanić-Grad                                                                                                  | 2009. | održava se                                                                                                   | |